# George Murray (musicien)
Pour les articles homonymes, voir George Murray et Murray.
 (octobre 2013).
Si vous disposez d'ouvrages ou d'articles de référence ou si vous connaissez des sites web de qualité traitant du thème abordé ici, merci de compléter l'article en donnant les références utiles à sa vérifiabilité et en les liant à la section « Notes et références ».
Georges Murray est un bassiste américain, connu pour son travail avec David Bowie, notamment sur les albums Station to Station, Low, "Heroes", Lodger et Scary Monsters (and Super Creeps).